# نيل الوطر
نيل الوطر من تراجم رجال اليمن في القرن الثالث عشر كتاب من تأليف محمد بن محمد بن يحيى زبارة الصنعاني (1301 هـ/ 1884م - 1381 هـ / 1961م)  جمع فيه تراجم بعض أعيان القرن الثالث عشر من أهل اليمن، رتبهُ حسب حروف المعجم، حيثُ ترجم لحوالي 550 علماً من أعلام اليمن في هذا القرن، وذكر اسم العلم ونسبه ومكانته العلمية أو السياسية أو الإثنين معاً، وذكر أيضاً أقوال العلماء وأصحاب كتب التراجم فيه.

## الطبعات
- نيل الوطر من تراجم رجال اليمن في القرن الثالث عشر (المطبعة السلفية، 1930).[2]
- نيل الوطر من تراجم رجال اليمن في القرن الثالث عشر (دار الكتب العلمية، 1998).[3]